# Julija Polaczichina
Julija Siergiejewna Polaczichina (ros. Юлия Сергеевна Полячихина; ur. 6 lutego 2000 w Czeboksarach) – rosyjska modelka, Miss Rosji 2018, reprezentantka Rosji podczas wyborów Miss Universe 2018.

## Życiorys

### Wczesne lata
Julija Polaczichina urodziła się w Czeboksarach (Czuwaszja) w Rosji jako córka Rosjanina Sergieja Polaczichina i Czuwaszki Olgi Polaczichiny. Studiowała dziennikarstwo na Czuwaskim Uniwersytecie Państwowym im. I. N. Ulianowa. Była członkinią czuwaskiej reprezentacji narodowej w aerobiku fitness.

### Kariera
Swoją karierę zaczęła w 2015 od zostania finalistką konkursu Miss Czuwaszja. Na swoim koncie ma tytuły Wicemiss Turystyki Rosji-2016, Top 10 Miss Wołgi, Top 10 Miss Globe-2016, Wicemiss Apollon-2017. Jej zwycięstwa rozpoczęły się po zdobyciu tytułu Miss Czuwaszja 2016. W 2018 roku wygrała konkurs piękności Miss Rosji 2018. Za zwycięstwo otrzymała nowy samochód oraz 3 miliony rubli. W tym samym roku reprezentowała też Rosję podczas wyborów Miss Universe. Pracowała jako profesjonalna modelka in Paryżu i Osace.
W 2019 koronowała swoją następczynię Alinę Sanko z Azowa na Miss Rosji.

### Życie prywatne
Ma dwójkę dzieci - syna Leo (urodzonego w 2020, w Moskwie) i córkę Rosę (urodzoną w 2021 we Włoszech) z rosyjskim biznesmenem Rustamem Tariko, z którym spotyka się od 2018.